# Hans Becker (Polizeipräsident)
Hans Becker (* 21. Februar 1958) ist ein ehemaliger deutscher Polizeibeamter und war bis zum 31. Dezember 2022 Polizeipräsident des Polizeipräsidiums Heilbronn.

## Beruflicher Werdegang
Nach Angaben des Innenministeriums Baden-Württemberg trat Hans Becker 1974 in den Polizeidienst des Landes Baden-Württemberg ein. 1986 stieg er in den gehobenen Dienst auf, 1995 in den höheren Dienst. Ab 1996 war er stellvertretender Leiter des Lagezentrums beim Innenministerium. 2002 übernahm der die Dienststellenleitung bei der Polizeidirektion Mosbach und wechselte 2007 zum Regierungspräsidium Karlsruhe als Leiter des Referats Führung und Einsatz. 2008 kehrte er als Dienststellenleiter zur Polizeidirektion Mosbach zurück. Im Rahmen der Polizeistrukturreform 2012 wurde die Polizeidirektion Mosbach Ende 2013 als Dienststelle aufgelöst. Seit 2014 war Hans Becker Polizeivizepräsident in Heilbronn und Stellvertreter des Polizeipräsidenten Hartmut Grasmück.
Mit Wirkung vom 1. Oktober 2017 wurde er in dessen Nachfolge zum neuen Leiter des Polizeipräsidiums Heilbronn berufen.
Ende 2022 trat er in den Ruhestand.